# Matariki
Para os Māoris, Matariki tanto é o aglomerado estelar assim como a celebração do começo de um novo ano no fim de junho ou início de julho. Isto marca o Ano Novo no calendário lunar Māori.
Matariki era normalmente celebrado durante a última fase da lua no mês lunar de Pipiri (meados de Junho); a cerimônia envolvia a visualização de estrelas individuais para previsões para o ano seguinte, lamentando os falecidos do ano anterior, e fazendo uma oferenda de comida para as estrelas. Após o declínio da celebração do Matariki durante o século XX, houve um renascimento no início do século XXI. Matariki foi declarado como feriado nacional na Nova Zelândia a ser celebrado pela primeira vez em 24 de junho de 2022.

## Nome e significado
Matariki é o nome Māori para o aglomerado estelar conhecido pelos astrônomos ocidentais como Messier 45 (M45), ou Plêiades na constelação de Touro. Matariki é uma versão abreviada de Ngā mata o te ariki o Tāwhirimātea, ou "os olhos do deus Tāwhirimātea. De acordo com a mitologia Māori, Tāwhirimatea, deus do vento e das condições meteorológicas, se enfureceu com a separação do céu e da terra - seus pais, Ranginui e Papatūānuku. Derrotado em batalha por seu irmāo, Tāwhirimātea fugiu para o céu para viver com Ranginui, mas em sua raiva arrancou seus olhos, como um gesto de desprezo a seus irmãos, e jogou-os pra o céu, onde eles permanecem colados ao peito de seu pai. Na tradição Māori a imprevisibilidade dos ventos é atribuída à cegueira de Tāwhirimātea.
Matariki às vezes é incorretamente traduzido como mata riki, "olhos pequenos", um erro originado em Elsdon Best e continuado por outros.
A palavra Matariki é o nome do aglomerado estelar assim como também é o nome das estrelas dentro dele: outros termos para o aglomerado como um todo incluem Te Tautari-nui-o-Matariki (Matariki fixada nos céus) e Te Huihui o Matariki (a assembleia de Matariki).

### Na Polinésia
A palavra Matariki ou similar, referindo-se às Plêiades, é encontrada em muitas línguas Polinésias. Nas Ilhas Marquezas o aglomerado estelar é conhecido como Matai'i ou Mata'iki, Nas Ilhas Cook como Matariki, e no arquipélago de Tuamotu como Mata-ariki. Em alguns idiomas tem o significado de Best "olhos pequenos", mas na maioria é uma contração de mata-ariki, que significa "olhos do deus" ou "olhos do chefe". No Hawai'i, a ascensão de Makali'i em novembro inaugura a temporada de quatro meses do Makahiki que honra Lono, o deus da agricultura e da fertilidade. Em Tonga , assim como no Hawai'i o ano é dividido em duas estações, que são nomeadas de acordo com a visibilidade das Plêiades após o pôr do sol: Matali'i nia (Matali'i acima) e Matali'i raro (Matali'i raro abaixo). Em Rapa Nui, Matariki anuncia o Ano Novo, e seu desaparecimento em meados de abril encerra a temporada de pesca.

## As nove estrelas
Para os gregos antigos, as Plêiades tinham nove estrelas: os pais, Atlas e Pleione, posicionados em um lado do aglomerado, e suas sete filhas Alcione, Maia, Taigete, Electra, Mérope, Celeno e Asterope.
Muitas fontes Māoris , especialmente as mais antigas, listam sete estrelas no Matariki: A própria Matariki, a estrela central no aglomerado (a kai whakahaere ou 'regente'), e suas filhas. O emblema do Kingitanga ou Movimento do Rei Māori, Te Paki o Matariki, inclui a estrela Matariki ladeada por três estrelas de cada lado. As outras seis estrelas às vezes são chamadas de filhas de Matariki; foi sugerido que a ideia de Matariki como um grupo de sete estrelas femininas foi influenciada pelo conceito das "sete irmãs" das Plêiades.
O manuscrito de Rāwiri Te Kōkau passado para Rangi Matamua reconheceu nove estrelas em Matariki, adicionando Pōhutukawa e Hiwa-i-te-Rangi (também conhecido apenas como Hiwa) para fazer um total de oito filhos, cinco dos quais eram mulheres e três homens. O pai dos filhos de Matariki era Rehua, chefe supremo dos céus, identificado pelos Māoris como a estrela Antares.
As estrelas de Matariki e seus gêneros, conforme registrado por Te Kōkau, são identificadas com características e áreas de influência particulares, também refletidas em suas posições no aglomerado estelar.
| Maori           | Grego    | Gênero    | Linhagem                    |
| --------------- | -------- | --------- | --------------------------- |
| Matariki        | Alcione  | Feminino  | Saúde e bem-estar           |
| Tupu-ā-rangi    | Atlas    | Masculino | Alimento que vem de cima    |
| Tupu-ā-nuku     | Pleione  | Feminino  | Alimento que cresce no solo |
| Ururangi        | Mérope   | Masculino | O vento                     |
| Waipunā-ā-rangi | Electra  | Feminino  | Água da chuva               |
| Hiwa-i-te-rangi | Celeno   | Feminino  | Crescimento e prosperidade  |
| Waiti           | Maia     | Feminino  | Água fresca                 |
| Waitā           | Taigete  | Masculino | O oceano                    |
| Pōhutukawa      | Asterope | Feminino  | Os Falecidos                |

A associação da estrela Pōhutukawa com os falecidos está relacionada à solitária árvore pōhutukawa em Te Rerenga Wairua (Cape Reinga), o local de partida para os espíritos dos falecidos quando eles retornarem à terra ancestral de Hawaiki. O luto pelo falecido é um componente da celebração do Matariki.
Hiwa-i-te-rangi, também conhecido apenas como Hiwa, é o filho mais novo de Matariki e foi considerado a "estrela dos desejos": Māoris depositavam suas esperanças e desejos em Hiwa, semelhante ao que hoje em dia chamamos de "fazer um pedido a uma estrela", e se parecesse brilhar forte e claro na primeira visão de Matariki, esses desejos individuais e coletivos provavelmente seriam atendidos.

## Ano Novo Māori
A cultura tradicional Māori foi entrelaçada com o conhecimento astronômico, com constelações e o ciclo lunar usado para navegação, plantio e colheita, delineando as estações e marcando a desova e a migração de peixes. Este conhecimento foi transmitido pela tradição oral, e diferentes regiões e iwis registraram datas diferentes, constelações significativas e calendários tradicionais ou maramataka.
As Plêiades são visíveis durante a maior parte do ano na Nova Zelândia, exceto por cerca de um mês no meio do inverno. Matariki finalmente se põe no oeste no início da noite de maio e reaparece pouco antes do nascer do sol no final de junho ou início de julho, o que inicia o primeiro mês do calendário lunar Māori, Piripi (que significa amontoar-se). Todos os meses do calendário Māori são indicados por esta ascensão heliacal de uma estrela específica no horizonte oriental, pouco antes do amanhecer, na noite da lua nova: por exemplo, o décimo mês, Poutūterangi, é sinalizado pela ascensāo heliacal de Altair. O papel do Matariki em sinalizar o início do ano significa que ele é conhecido como te whetū o te tau ("a estrela do ano").
O tempo no meio do verão, quando Matariki está no céu noturno, é conhecido como te paki o Matariki, o clima calmo do verão - uma frase que significa bom tempo e boa sorte. A canoa Tainui foi instruída a deixar a terra natal do Hawaiki para Aoteaora no verão, quando Matariki estava acima. O segundo rei Māori, Matutaera Tawhiao, escolheu Matariki como emblema por causa de suas associações com paz e calma, e o jornal Kīngitanga foi chamado Te Paki o Matariki.
A maior parte da celebração do Matariki começa no último quarto da fase da lua após a primeira aparição da constelação, durante 3-4 noites conhecidas como "as noites de Tangaroa" (ngā po o Tangaroa), e termina na noite antes da lua nova. A lua nova, ou whiro, é considerada desfavorável no calendário Māori, pois isso estragaria qualquer comemoração. Como os Māoris usam um calendário lunar de 354 dias com 29,5 dias ao mês, em vez do calendário solar gregoriano de 365 dias, as datas de Matariki variam a cada ano. Os Māoris nāo usavam um único calendário lunar unificado: diferentes iwis podiam reconhecer diferentes números de meses, dar-lhes nomes diferentes ou começar o mês na lua cheia em vez da lua nova.